# Цунг-Дао Ли
Цунг-Дао Ли (кин: 李政道; Шангај, 24. новембар 1926 — Сан Франциско, 4. август 2024) био је кинеско-амерички физичар.
Он је заједно са Чен-Нинг Јангом 1957. године добио Нобелову награду за физику „за истраживање у области такозваних паритетних закона која су довела до значајних открића у вези са елементарним честицама”.

## Одабрана дела
- Lee, T.D. (1981). Particle Physics and Introduction to Field Theory. Newark: Harwood Academic Publishers. ISBN 978-3-7186-0032-8.[3]
- Lee, T.D.; Feinberg, G. (1986). Selected Papers, Vols 13. Boston; Basel; Stuttgart: Birkhäuser. ISBN 978-0-8176-3344-8.
- Lee, T.D. (1988). Ed. R. Novick: Thirty Year's Since Parity Nonconservation. Boston; Basel; Stuttgart: Birkhäuser. ISBN 978-0-8176-3375-2.
- Lee, T.D. (1988). Symmetries, Asymmetries, and the World of Particles. Seattle: University of Washington Press. ISBN 978-0-295-96519-2.[4]
- Lee, T.D.; Ren, H. C.; Pang, Y. (1998). Selected Papers, 1985-1996. Amsterdam: Gordon and Breach. ISBN 978-90-5699-609-3.
- Lee, T.D. (2000). Science and Art. Shanghai: Shanghai Scientific and Technical Publisher. ISBN 978-7-5323-5609-6.
- Lee, T.D. (2002). The Challenge from Physics. Beijing: China Economics Publisher. ISBN 978-7-5017-5622-3.
- Lee, T.D.; Cheng, Ji; Huaizu, Liu; Li, Teng (2004). Response to the Dispute of Discovery of Parity Violation (на језику: кинески). Lanzhou, Gansu: Gansu Science and Technology Publishing House. ISBN 978-7-5424-0929-4.